# Ptychoptera africana
Ptychoptera africana is een muggensoort uit de familie van de glansmuggen (Ptychopteridae). De wetenschappelijke naam van de soort werd voor het eerst geldig gepubliceerd in 1920 door Alexander.